# William Dobinson Halliburton
William Dobinson Halliburton FRS (21 de junio de 1860 Middlesex - 21 de mayo de 1931 Exeter) fue un biólogo del Reino Unido reconocido por ser uno de los fundadores de la bioquímica. Es conocido por haber sido el descubridor de algunos procesos de generación de proteínas como la actina.

## Biografía
William fue uno de cuatro hijos (de tres hermanas), nacido de Thomas Gill Halliburton y Mary Strachan Homan de Middlesex. Se educó en el University College School y posteriormente en la University College de Londres, logró la obtención de un licenciatura en el año 1879. Es MRCS (Membership of the Royal College of Surgeons) en 1883 y fue nombrado Auxiliar de Fisiología en la Universidad en virtud de Sir Edward Sharpey-Schafer. Logró su MD seguido en 1884, su adhesión a la Royal College of Physicians un año más tarde y su beca en 1892. En Halliburton consiguió Gerald Yeo Francisco (1845-1909), dando paso a la cátedra de Fisiología en King's College en 1889. Durante el período de 34 años en el King's College estuvo intensamente involucrado en la administración y fue decano de la Facultad de Ciencias Médicas durante muchos años. En 1923 su mala salud, por entonces ya crónica, le obligaba a dimitir de la presidencia y aceptar la prebenda de Profesor Emérito.
Durante su permanencia en el King's College, William Dobinson Halliburton reunió un equipo de investigación, muchos de los cuales más tarde se convirtieron en distinguidos clínicos, incluyendo figuras como Thomas Gregor Brodie (1866-1916), Frank S. Locke, Sir Charles James Martin (1866-1955), Sir Frederick Walker Mott (1853-1926), Walter Ernest Dixon (1871 -- 1931), Sigmund Rosenheim Otto (1871-1955) y Corrado Donato Da Fano (1879-1927). Él y Rosenheim descubrieron el colesterol, las primeras muestras analizadas no eran puras, esto hizo que lo confundieran con el ergosterol, que condujo a la formación de vitamina D en luz ultravioleta. Halliburton es el primer laboratorio improvisado en un pasillo en desuso, pero se convirtió en el lugar de encuentro de los más entusiastas en los inicios de la ciencia bioquímica. Sus primeras investigaciones se centraron en las proteínas que conforman los músculos y la sangre, lo que lleva a su elección como miembro de la Royal Society en 1891. Junto con Walter Ernest Dixon estudió circulación cerebral y líquido cerebro-espinal. Durante este tiempo él ayudó a fundar la Biochemical Society de la que fue el único miembro honorario.